# Seven de Singapur 2023
El Seven de Singapur 2023 fue el noveno torneo de la Serie Mundial Masculina de Rugby 7 2022-23.
Se disputó en el Estadio Nacional de Singapur en Kallang, Singapur.

## Formato
Se dividen en cuatro grupos de cuatro equipos, cada grupo se resuelve con el sistema de todos contra todos a una sola ronda; la victoria otorga 3 puntos, el empate 2 y la derrota 1 punto.
Los dos equipos con más puntos en cada grupo avanzan a cuartos de final de la Copa. Los cuatro ganadores avanzan a semifinales de la Copa, y los cuatro perdedores a semifinales por el quinto puesto.
Los dos equipos con menos puntos en cada grupo jugaron la Challenge Trophy, definiendo en la misma el puesto final a ocupar en el torneo y los puntos correspondientes a tal mérito que suman para la tabla anual de la Serie Mundial Masculina de Rugby 7 2022-23.

## Fase de grupos
|  | Avanzan a cuartos de final. |

### Grupo A
| Pos | Países        | Partidos | Partidos | Partidos | Tantos | Tantos | Tantos | Pts |
| Pos | Países        | G        | E        | P        | PF     | PC     | DP     | Pts |
| --- | ------------- | -------- | -------- | -------- | ------ | ------ | ------ | --- |
| 1   | Nueva Zelanda | 3        | 0        | 0        | 83     | 19     | +64    | 9   |
| 2   | Australia     | 2        | 0        | 1        | 79     | 24     | +55    | 7   |
| 3   | Sudáfrica     | 1        | 0        | 2        | 38     | 43     | -5     | 5   |
| 4   | Hong Kong     | 0        | 0        | 3        | 12     | 126    | -114   | 3   |

| 8 de abril | Sudáfrica | 0 - 19 | Australia |  |  |

| 8 de abril | Nueva Zelanda | 47 - 0 | Hong Kong |  |  |

| 8 de abril | Sudáfrica | 31 - 12 | Hong Kong |  |  |

| 8 de abril | Nueva Zelanda | 24 - 12 | Australia |  |  |

| 8 de abril | Australia | 48 - 0 | Hong Kong |  |  |

| 8 de abril | Nueva Zelanda | 12 - 7 | Sudáfrica |  |  |

### Grupo B
| Pos | Países | Partidos | Partidos | Partidos | Tantos | Tantos | Tantos | Pts |
| Pos | Países | G        | E        | P        | PF     | PC     | DP     | Pts |
| --- | ------ | -------- | -------- | -------- | ------ | ------ | ------ | --- |
| 1   | Samoa  | 3        | 0        | 0        | 95     | 38     | +57    | 9   |
| 2   | Fiyi   | 2        | 0        | 1        | 59     | 40     | +19    | 7   |
| 3   | Canadá | 1        | 0        | 2        | 40     | 67     | -27    | 5   |
| 4   | España | 0        | 0        | 3        | 31     | 80     | -49    | 3   |

| 8 de abril | España | 24 - 28 | Samoa |  |  |

| 8 de abril | Fiyi | 21 - 12 | Canadá |  |  |

| 8 de abril | España | 7 - 21 | Canadá |  |  |

| 8 de abril | Fiyi | 7 - 28 | Samoa |  |  |

| 8 de abril | Samoa | 39 - 7 | Canadá |  |  |

| 8 de abril | Fiyi | 31 - 0 | España |  |  |

### Grupo C
| Pos | Países         | Partidos | Partidos | Partidos | Tantos | Tantos | Tantos | Pts |
| Pos | Países         | G        | E        | P        | PF     | PC     | DP     | Pts |
| --- | -------------- | -------- | -------- | -------- | ------ | ------ | ------ | --- |
| 1   | Francia        | 2        | 1        | 0        | 78     | 57     | +21    | 8   |
| 2   | Uruguay        | 2        | 0        | 1        | 69     | 64     | +5     | 7   |
| 3   | Estados Unidos | 1        | 1        | 1        | 68     | 69     | -1     | 6   |
| 4   | Kenia          | 0        | 0        | 3        | 55     | 80     | -25    | 3   |

| 8 de abril | Estados Unidos | 21 - 24 | Uruguay |  |  |

| 8 de abril | Francia | 26 - 19 | Kenia |  |  |

| 8 de abril | Estados Unidos | 21 - 19 | Kenia |  |  |

| 8 de abril | Francia | 26 - 12 | Uruguay |  |  |

| 8 de abril | Uruguay | 33 - 17 | Kenia |  |  |

| 8 de abril | Francia | 26 - 26 | Estados Unidos |  |  |

### Grupo D
| Pos | Países       | Partidos | Partidos | Partidos | Tantos | Tantos | Tantos | Pts |
| Pos | Países       | G        | E        | P        | PF     | PC     | DP     | Pts |
| --- | ------------ | -------- | -------- | -------- | ------ | ------ | ------ | --- |
| 1   | Argentina    | 3        | 0        | 0        | 71     | 24     | +47    | 9   |
| 2   | Gran Bretaña | 2        | 0        | 1        | 50     | 43     | +7     | 7   |
| 3   | Japón        | 1        | 0        | 2        | 36     | 68     | -32    | 5   |
| 4   | Irlanda      | 0        | 0        | 3        | 14     | 36     | -22    | 3   |

| 8 de abril | Irlanda | 0 - 10 | Argentina |  |  |

| 8 de abril | Gran Bretaña | 19 - 17 | Japón |  |  |

| 8 de abril | Argentina | 42 - 7 | Japón |  |  |

| 8 de abril | Irlanda | 7 - 14 | Gran Bretaña |  |  |

| 8 de abril | Irlanda | 7 - 12 | Japón |  |  |

| 8 de abril | Gran Bretaña | 17 - 19 | Argentina |  |  |

## Fase final

### Definición 13° puesto
|  | Semifinal      | Semifinal      | Semifinal      |                |        | 13° puesto | 13° puesto | 13° puesto |  |
|  |                |                |                |                |        |            |            |            |  |
|  |                |                |                |                |        |            |            |            |  |
|  | Hong Kong      | Hong Kong      | 5              |                |        |            |            |            |  |
|  | Hong Kong      | Hong Kong      | 5              |                |        |            |            |            |  |
|  | Canadá         | Canadá         | 26             |                |        |            |            |            |  |
|  | Canadá         | Canadá         | 26             |                | Canadá | Canadá     | 17         |            |  |
|  |                |                |                |                | Canadá | Canadá     | 17         |            |  |
|  |                |                | Estados Unidos | Estados Unidos | 22     |            |            |            |  |
|  | Irlanda        | Irlanda        | Estados Unidos | Estados Unidos | 22     | 12         |            |            |  |
|  | Irlanda        | Irlanda        |                |                |        | 12         |            |            |  |
|  | Estados Unidos | Estados Unidos | 26             |                |        |            |            |            |  |
|  | Estados Unidos | Estados Unidos | 26             |                |        |            |            |            |  |
|  |                |                |                |                |        |            |            |            |  |

### Copa de plata
|  | Cuartos de final | Cuartos de final | Cuartos de final |        |           | Semifinales | Semifinales | Semifinales |  |       | Copa  | Copa | Copa |  |
|  |                  |                  |                  |        |           |             |             |             |  |       |       |      |      |  |
|  |                  |                  |                  |        |           |             |             |             |  |       |       |      |      |  |
|  | Japón            | Japón            | 21               |        |           |             |             |             |  |       |       |      |      |  |
|  | Japón            | Japón            | 21               |        |           |             |             |             |  |       |       |      |      |  |
|  | Hong Kong        | Hong Kong        | 5                |        |           |             |             |             |  |       |       |      |      |  |
|  | Hong Kong        | Hong Kong        | 5                |        | Japón     | Japón       | 7           |             |  |       |       |      |      |  |
|  |                  |                  |                  |        | Japón     | Japón       | 7           |             |  |       |       |      |      |  |
|  |                  |                  | Kenia            | Kenia  | 40        |             |             |             |  |       |       |      |      |  |
|  | Canadá           | Canadá           | Kenia            | Kenia  | 40        | 14          |             |             |  |       |       |      |      |  |
|  | Canadá           | Canadá           |                  |        |           |             |             |             |  |       |       |      |      |  |
|  | Kenia            | Kenia            | 28               |        |           |             |             |             |  |       |       |      |      |  |
|  | Kenia            | Kenia            | 28               |        |           |             |             |             |  | Kenia | Kenia | 10   |      |  |
|  |                  |                  |                  |        |           |             |             |             |  | Kenia | Kenia | 10   |      |  |
|  |                  |                  | España           | España | 26        |             |             |             |  |       |       |      |      |  |
|  | Sudáfrica        | Sudáfrica        | España           | España | 26        | 12          |             |             |  |       |       |      |      |  |
|  | Sudáfrica        | Sudáfrica        |                  |        |           |             |             |             |  |       |       |      |      |  |
|  | Irlanda          | Irlanda          | 5                |        |           |             |             |             |  |       |       |      |      |  |
|  | Irlanda          | Irlanda          | 5                |        | Sudáfrica | Sudáfrica   | 5           |             |  |       |       |      |      |  |
|  |                  |                  |                  |        | Sudáfrica | Sudáfrica   | 5           |             |  |       |       |      |      |  |
|  |                  |                  | España           | España | 12        |             |             |             |  |       |       |      |      |  |
|  | Estados Unidos   | Estados Unidos   | España           | España | 12        | 10          |             |             |  |       |       |      |      |  |
|  | Estados Unidos   | Estados Unidos   |                  |        |           |             |             |             |  |       |       |      |      |  |
|  | España           | España           | 22               |        |           |             |             |             |  |       |       |      |      |  |
|  | España           | España           | 22               |        |           |             |             |             |  |       |       |      |      |  |
|  |                  |                  |                  |        |           |             |             |             |  |       |       |      |      |  |

### Definición 5° puesto
|  | Semifinal    | Semifinal    | Semifinal    |              |           | 5° puesto | 5° puesto | 5° puesto |  |
|  |              |              |              |              |           |           |           |           |  |
|  |              |              |              |              |           |           |           |           |  |
|  | Uruguay      | Uruguay      | 12           |              |           |           |           |           |  |
|  | Uruguay      | Uruguay      | 12           |              |           |           |           |           |  |
|  | Australia    | Australia    | 31           |              |           |           |           |           |  |
|  | Australia    | Australia    | 31           |              | Australia | Australia | 24        |           |  |
|  |              |              |              |              | Australia | Australia | 24        |           |  |
|  |              |              | Gran Bretaña | Gran Bretaña | 21        |           |           |           |  |
|  | Francia      | Francia      | Gran Bretaña | Gran Bretaña | 21        | 12        |           |           |  |
|  | Francia      | Francia      |              |              |           | 12        |           |           |  |
|  | Gran Bretaña | Gran Bretaña | 17           |              |           |           |           |           |  |
|  | Gran Bretaña | Gran Bretaña | 17           |              |           |           |           |           |  |
|  |              |              |              |              |           |           |           |           |  |

### Copa de oro
|  | Cuartos de final | Cuartos de final | Cuartos de final |               |       | Semifinales | Semifinales | Semifinales |       |              | Copa         | Copa         | Copa |  |
|  |                  |                  |                  |               |       |             |             |             |       |              |              |              |      |  |
|  |                  |                  |                  |               |       |             |             |             |       |              |              |              |      |  |
|  | Samoa            | Samoa            | 22               |               |       |             |             |             |       |              |              |              |      |  |
|  | Samoa            | Samoa            | 22               |               |       |             |             |             |       |              |              |              |      |  |
|  | Uruguay          | Uruguay          | 7                |               |       |             |             |             |       |              |              |              |      |  |
|  | Uruguay          | Uruguay          | 7                |               | Samoa | Samoa       | 19          |             |       |              |              |              |      |  |
|  |                  |                  |                  |               | Samoa | Samoa       | 19          |             |       |              |              |              |      |  |
|  |                  |                  | Argentina        | Argentina     | 24    |             |             |             |       |              |              |              |      |  |
|  | Argentina        | Argentina        | Argentina        | Argentina     | 24    | 29          |             |             |       |              |              |              |      |  |
|  | Argentina        | Argentina        |                  |               |       |             |             |             |       |              |              |              |      |  |
|  | Australia        | Australia        | 12               |               |       |             |             |             |       |              |              |              |      |  |
|  | Australia        | Australia        | 12               |               |       |             |             |             |       | Argentina    | Argentina    | 17           |      |  |
|  |                  |                  |                  |               |       |             |             |             |       | Argentina    | Argentina    | 17           |      |  |
|  |                  |                  | Nueva Zelanda    | Nueva Zelanda | 19    |             |             |             |       |              |              |              |      |  |
|  | Francia          | Francia          | Nueva Zelanda    | Nueva Zelanda | 19    | 21          |             |             |       |              |              |              |      |  |
|  | Francia          | Francia          |                  |               |       |             |             |             |       |              |              |              |      |  |
|  | Fiyi             | Fiyi             | 33               |               |       |             |             |             |       |              |              |              |      |  |
|  | Fiyi             | Fiyi             | 33               |               | Fiyi  | Fiyi        | 10          |             |       | Tercer lugar | Tercer lugar | Tercer lugar |      |  |
|  |                  |                  |                  |               | Fiyi  | Fiyi        | 10          |             |       | Tercer lugar | Tercer lugar | Tercer lugar |      |  |
|  |                  |                  | Nueva Zelanda    | Nueva Zelanda | 22    |             |             |             |       |              |              |              |      |  |
|  | Nueva Zelanda    | Nueva Zelanda    | Nueva Zelanda    | Nueva Zelanda | 22    | 22          |             |             | Samoa | Samoa        | 19           |              |      |  |
|  | Nueva Zelanda    | Nueva Zelanda    |                  |               |       |             |             |             | Samoa | Samoa        | 19           |              |      |  |
|  | Gran Bretaña     | Gran Bretaña     | 10               |               |       |             |             |             |       |              | Fiyi         | Fiyi         | 24   |  |
|  | Gran Bretaña     | Gran Bretaña     | 10               |               |       |             |             |             |       |              | Fiyi         | Fiyi         | 24   |  |
|  |                  |                  |                  |               |       |             |             |             |       |              |              |              |      |  |

| Bandera de Nueva Zelanda |
| Campeón Nueva Zelanda    |
| 4º título del circuito   |